# Ambros Supersaxo
Ambros Supersaxo, né le 17 décembre 1853 à Saas-Fee où il est mort le 26 janvier 1932, est un guide de haute montagne suisse. Avec son client, Henry Seymour King, il a accompli des premières ascensions dans les Alpes.

## Biographie

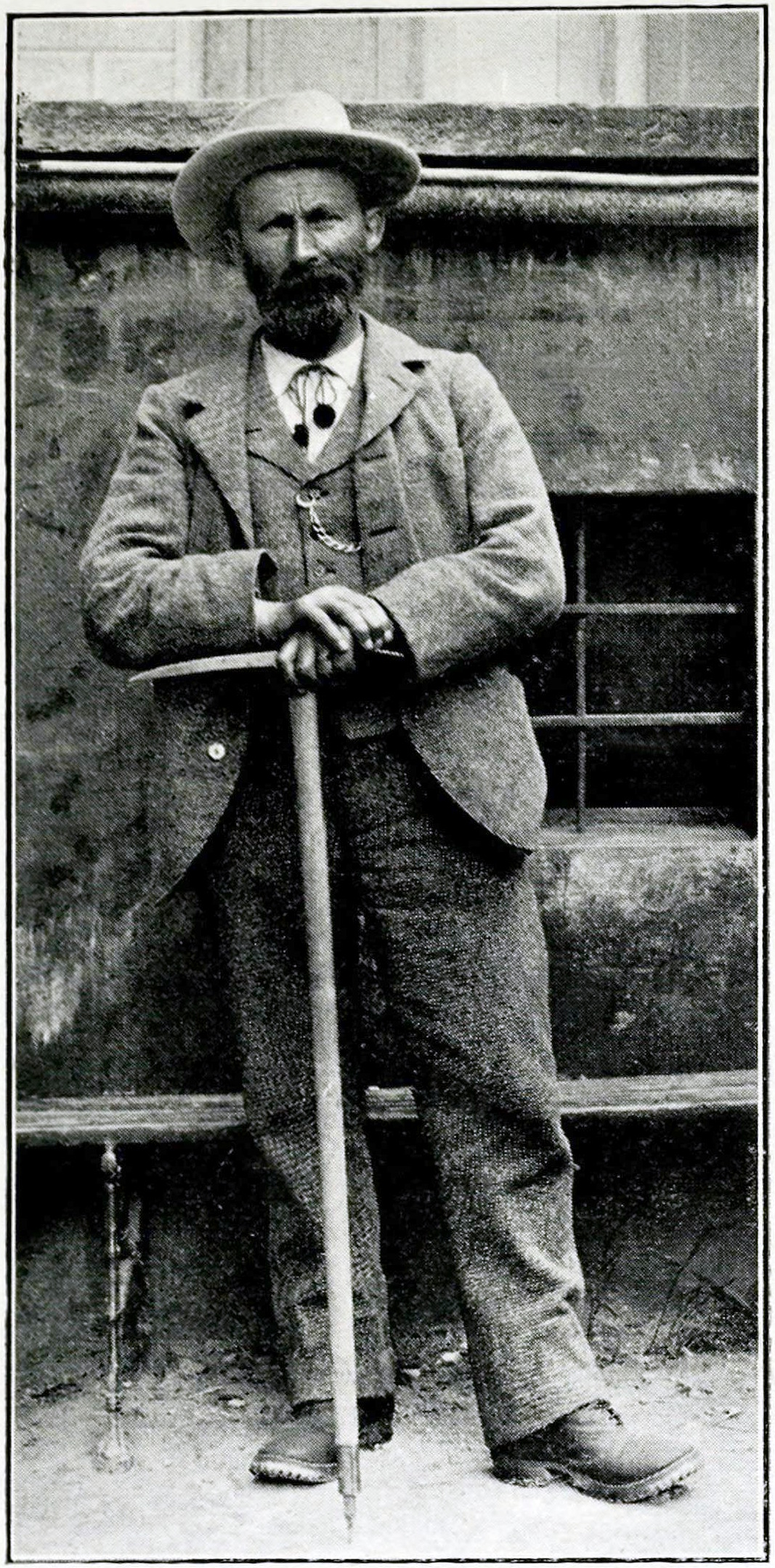

Ambros Supersaxo est le père d'Oscar Supersaxo et d'Othmar Supersaxo, guides de haute montagne, également auteurs de premières ascensions dans les Alpes.
Durant les cinquante années de son activité professionnelle, il visite quasiment tous les massifs alpins, des Dolomites au massif du Mont-Blanc et de l'Engadine à l'Oberland, tout en s'adjugeant une trentaine de premières, la plupart en compagnie du Britannique Henry Seymour King.

## Ascensions
- 1882 : première ascension de la face nord-est du Lenzspitze.
- Juillet 1885 : conquête de l'aiguille Blanche de Peuterey, avec Émile Rey, Aloys Anthamatten et Henry Seymour King.
- Septembre 1887 : premier parcours de l'arête du Rotbrett à la Jungfrau, avec Louis Zurbrucken et Henry Seymour King.
- 1889 : première ascension du Fletschhorn, avec J. D. James.